# Leptacis konkanensis
Leptacis konkanensis är en stekelart som beskrevs av Durgadas Mukerjee 1978. Leptacis konkanensis ingår i släktet Leptacis och familjen gallmyggesteklar. Inga underarter finns listade i Catalogue of Life.